# Фантазёры (фильм)
«Фантазёры» — советский чёрно-белый комедийный художественный фильм, снятый на киностудии имени М. Горького в 1965 году режиссёром Исааком Магитоном.
Это первая режиссёрская работа Исаака Магитона и комбинация рассказов известного детского писателя Николая Носова: «Фантазёры» (1940), «Карасик» (1956) и «Огурцы» (1945).

## Сюжет
В фильме рассказывается о приключениях четырёх неразлучных друзей — Стасика, Мишутки, Серёжи и Яши. Все они — юные фантазёры, которые любят придумывать интересные небылицы и необыкновенные истории. Кроме этого оригинального увлечения, Мишутка и Стасик ещё коллекционируют почтовые марки, а вот с Яшей приключилось наибольшее количество происшествий. Сначала он, проигнорировав запрет своей мамы, съедает целую банку варенья, предварительно намазав им губы своей сестрёнки Леночки, чтобы подозрение мамы в содеянном упало именно на неё.
Затем, не подумав о реакциях своих друзей, Яша рассказывает об этом «подвиге» своим друзьям, Мишутке и Стасику. Те возмущены его поступком. Они с позором изгоняют Яшу из своего так называемого общества и всячески игнорируют его. По пути Мишутка теряет одну из своих марок, которую подбирает Яша. Чуть позже он не находит марки в своём альбоме, а начинает подозревать в краже Стасика, тем более что у последнего тем временем появилась абсолютно такая же марка.
Встретив Стасика, Мишутка требует от него свою марку обратно. Его собеседник отвечает, что эту марку ему подарил некий Дмитрий Ильич (что в действительности правда). Не поверив вышесказанному, Мишутка набрасывается на Стасика, однако отнять марку ему так и не удаётся. По возвращении домой Яша обнаруживает, что к нему в гости пришёл ещё ничего не знающий о случившемся Серёжа. Увидев на столе Яши аквариум с красивой рыбкой, он пустился на хитрость и предложил ему (то есть Яше) обменять рыбку на свисток. Колеблясь, Яша вскоре всё же соглашается.
Спустя некоторое время в квартиру Яши возвращается его мама и, обнаружив отсутствие рыбки, требует от него объяснений. Не получив их, она начинает подозревать ни в чём не виноватого домашнего котёнка Мурзика и гонится за ним. Испугавшись за Мурзика, Яша во всём признаётся. Расстроившись от обвинений матери, он со всех ног бежит к Серёже, чтобы получить рыбку назад, но в квартире последнего случилось абсолютно то же самое, о чём подумала мать Яши — домашний кот Серёжи съел рыбку Яши.
Посовещавшись, друзья решают пойти на море и поймать другую рыбку, чтобы загладить вину. На море им встречается отдыхающий человек, который, увидев расстройство Яши, всячески смешит их и развлекает. Отбросив идею о рыбалке, ребята решают пойти в колхозный огород и набрать огурцов. Увидев сторожа, Яша и Серёжа пугаются и убегают, забрав огурцы. Серёжа, испугавшись нести огурцы домой, отдаёт их Яше. Вернувшись домой с огромным количеством огурцов, Яша хвастается перед своей мамой. Узнав, что огурцы украдены из колхозного огорода, мать корит Яшу и требует, чтобы тот вернул огурцы. Яша в смятении относит огурцы обратно и извиняется перед сторожем. Ночью Яше снится, что лев, изображённый на марке Мишутки, спрашивает: «А ты марку Мишутке вернул?» Далее Яше снится, будто он летит на игрушечном самолёте к Мишутке, который представлен как космонавт. Яша протягивает ему марку, однако не удерживается на самолёте и падает. Проснувшись от ужаса, Яша всё же решается пойти к Мишутке и отдать ему марку. Мишутка, который в свою очередь всё понял, прощает и Стасика, и Яшу. Помирившись, все они вновь начинают придумывать небылицы и фантазировать.

## В ролях
| Актёр                | Роль                                          |
| -------------------- | --------------------------------------------- |
| Яков Овчуков-Суворов | Яша                                           |
| Олег Хренников       | Мишутка (озвучивала Маргарита Корабельникова) |
| Олег Цуприков        | Стасик                                        |
| Сергей Рыжов         | Серёжа                                        |
| Елена Новикова       | Леночка                                       |
| Светлана Харитонова  | мать Яши                                      |
| Николай Граббе       | профессор Дмитрий Ильич Грибов                |
| Владимир Лебедев     | сторож                                        |
| В. Гальперин         | эпизод                                        |
| З. Громова           | эпизод                                        |
| А. Иванов            | эпизод                                        |
| Юлиан Козловский     | эпизод                                        |
| Лидия Королёва       | автолюбительница (эпизод)                     |
| Галина Малиновская   | эпизод                                        |
| Юрий Никулин         | человек на пляже (эпизод)                     |
| Татьяна Панкова      | мороженщица, (эпизод)                         |
| Нина Ровбуть         | эпизод                                        |
| Леонид Пирогов       | Лев (эпизод)                                  |

## Над фильмом работали
| Съёмочная группа     | Имя                |
| -------------------- | ------------------ |
| Автор сценария       | Николай Носов      |
| Режиссёр-постановщик | Исаак Магитон      |
| Главный оператор     | Борис Монастырский |
| Художник-постановщик | Мария Фатеева      |
| Композитор           | Анатолий Лепин     |
| Звукооператор        | А. Голыженков      |
| Текст песен          | Михаил Пляцковский |

Эпизод с Юрием Никулиным, снятый по инициативе Исаака Магитона, хотели вырезать из окончательного монтажа киноленты, поскольку автор сценария, Николай Носов, посчитал его чужеродным. Тем не менее на одном из предпремьерных показов случайно оказалась дочка одного из редакторов — Алёнка, которая очень эмоционально отреагировала именно на этот фрагмент. И сцену было решено сохранить.
Фильм снимали в Крыму в Симеизе, в Голубом Заливе и у горы Кошка.